# Burnhaupt-le-Haut
Burnhaupt-le-Haut (en alsacià Ewerburnhaipt) és un municipi francès, situat a la regió del Gran Est, al departament de l'Alt Rin. L'any 2004 tenia 1.277 habitants. Cernay és a 9 km, Thann a 13 km, Masevaux a 14 km, i Mülhausen a 16 km.

## Demografia
| 1962 | 1968 | 1975  | 1982  | 1990  | 1999  |
| ---- | ---- | ----- | ----- | ----- | ----- |
| 900  | 977  | 1.084 | 1.296 | 1.426 | 1.505 |

## Administració
| Període   | Identitat         | Partit |
| --------- | ----------------- | ------ |
| 1935-1940 | Joseph Schweitzer |        |
| 1940-1972 | Emile Fassnacht   |        |
| 1972-2001 | Gérard Kieffer    |        |
| 2001-     | Antoine Muller    |        |